# Martineum (Witten)

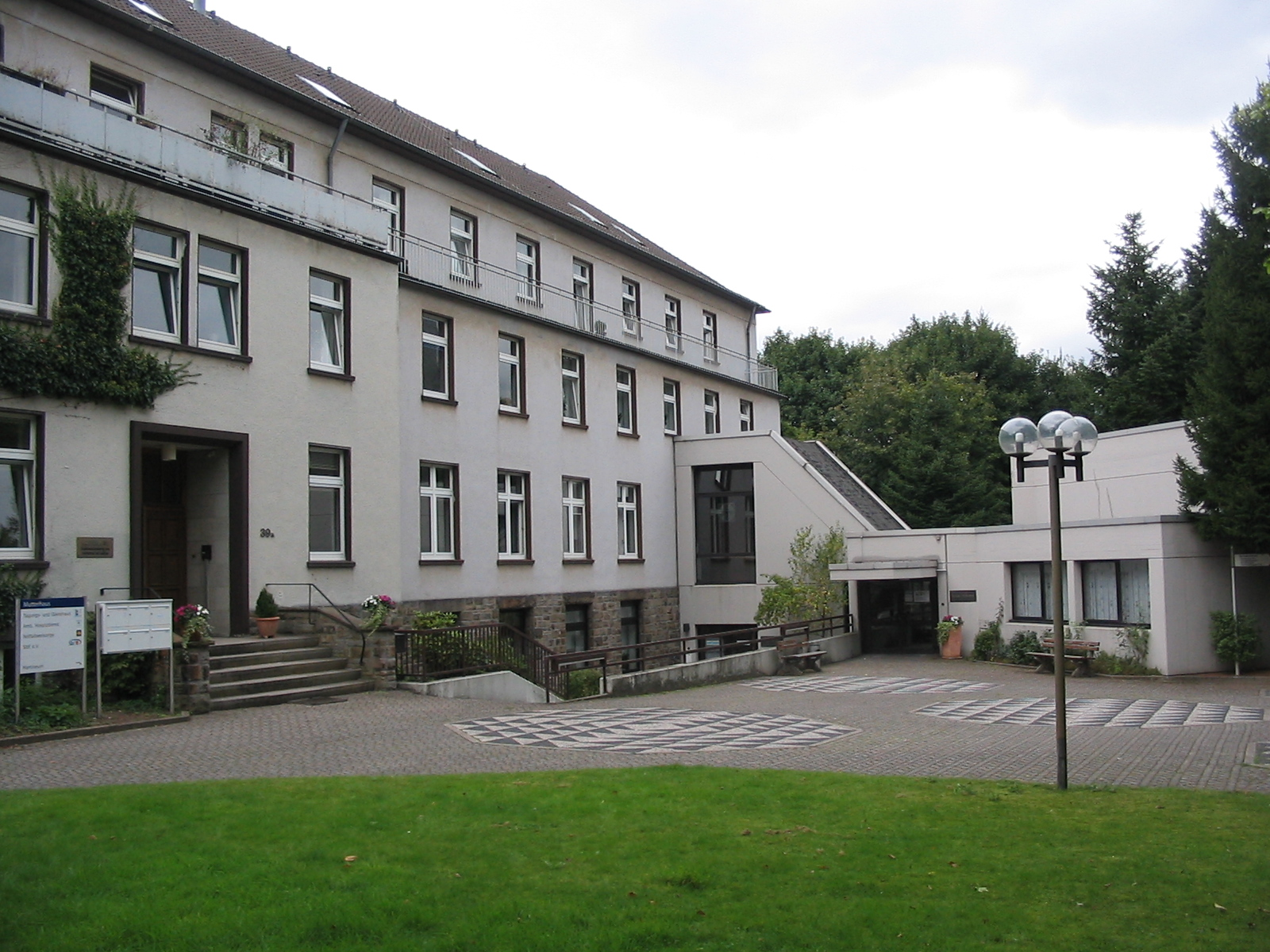
Mutterhaus mit Martineum und Lukas-Zentrum

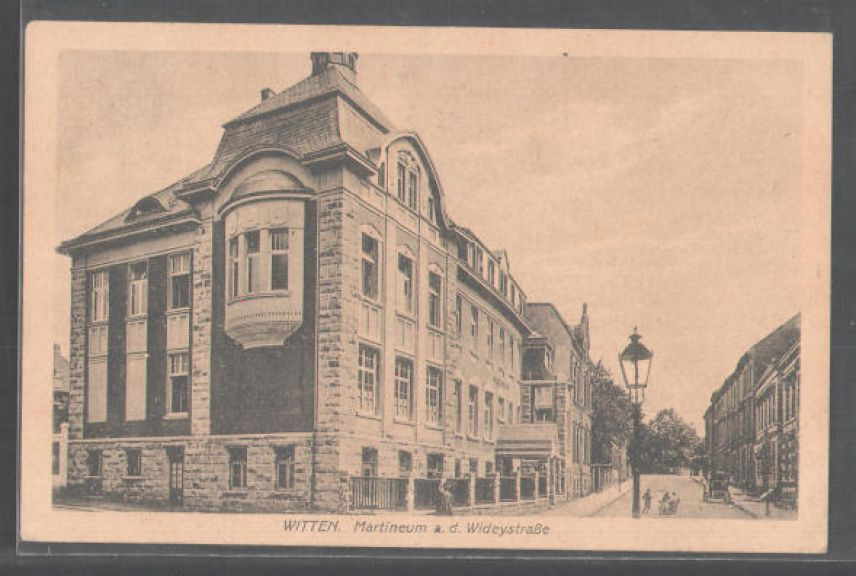
Martineum an der Wideystraße, 1920

Das Martineum e.V ist eine evangelische Gemeinschaft und Ausbildungsstätte für Diakoninnen und Diakone mit Sitz in der nordrhein-westfälischen Stadt Witten in Deutschland.

## Geschichte
Gegründet wurde das Martineum im Jahr 1907 als „Brüderseminar Witten“ mit dem Ziel, Männer auszubilden, die sich um die Jugendlichen in den Städten des Ruhrgebiets kümmern sollen.
Nach einem Umzug im Jahr 1920 in die Orthopädischen Anstalten Volmarstein (heute: Evangelische Stiftung Volmarstein) blieb dies für über 50 Jahre die Heimat der Diakonenschule. Im Jahr 1972 zog das Martineum wieder nach Witten, jetzt in die Räume des Mutterhauses am evangelischen Krankenhaus. Im Jahr 1977 wurden erstmals auch Frauen in das Diakonenamt eingesegnet. Seit 1987 heißt das Martineum nicht mehr Bruderschaft, sondern „Martineumsgemeinschaft“.

## Ausbildung
Das Studium findet an der Evangelischen Hochschule in Bochum in Kooperation mit dem Martineum statt. Ausgebildet werden Menschen für die Arbeit mit Kindern und Jugendlichen, für die Seniorenarbeit oder Erwachsenen- und Familienbildung im Bereich der ev. Kirchen und ihrer Werke. Der Doppelstudiengang zur Diakonin / zum Diakon an der Evangelischen Hochschule Rheinland-Westfalen-Lippe in Bochum dauert acht Semester. Er schließt mit dem Bachelor of Arts (BA) „Soziale Arbeit“ und dem BA „Gemeindepädagogik und Diakonie“ ab.
Der Studiengang „Gemeindepädagogik und Diakonie“ befasst sich mit Biblischer, Systematischer und Praktischer Theologie und bezieht sich speziell auf die Arbeit in kirchlichen und diakonischen Einrichtungen. Die in diesem Studienfach vermittelten theologischen und diakonie-wissenschaftlichen Kenntnisse ergänzen die sozialberufliche Kompetenz. Innerhalb des Studienganges Gemeindepädagogik und Diakonie finden Studientage durch das Martineum statt. Themen sind unter anderem Seelsorge, Verkündigung und Diakonische Identität.

## Gemeinschaft
Für 300 Diakone ist das Martineum nicht nur ehemalige Ausbildungsstätte, sondern auch Dienstgemeinschaft und Fort- und Weiterbildungsveranstalter. Neue Weiterbildungsformen hat das Martineum im Bereich des Mentoring in sozialen Berufen und im kirchlichen Eventmanagement entwickelt.
Zweimal im Jahr treffen sich die Mitglieder des Martineums zu Gemeinschaftstagen. Am Jahrestreffen im Herbst findet zum einen die Mitgliederversammlung statt zum anderen die Einsegnung der neuen Diakoninnen und Diakonen durch die Evangelische Kirche von Westfalen.

## Organisation
Das Martineum ist ein eingetragener Verein. Neben der Mitgliederversammlung und dem Vorstand tragen insbesondere die beiden ständigen Ausschüsse Bildung und Gemeinschaft die inhaltliche und organisatorische Verantwortung.
Der Verein gehört dem Diakonischen Werk der Evangelischen Kirche von Westfalen an und ist Mitglied im VEDD, dem Verband evangelischer Diakoninnen- und Diakonengemeinschaften in Deutschland. Die Studierendenschaft des Martineums hat die Geschäftsleitung der Bundesdelegiertenkonferenz des VEDD, der Interessenvertretung aller Diakonenschüler.